# Montegrosso
Montegrosso es una comuna y población de Francia, en la región de Córcega, departamento de Alta Córcega.
Su población en el censo de 1999 era de 354 habitantes.

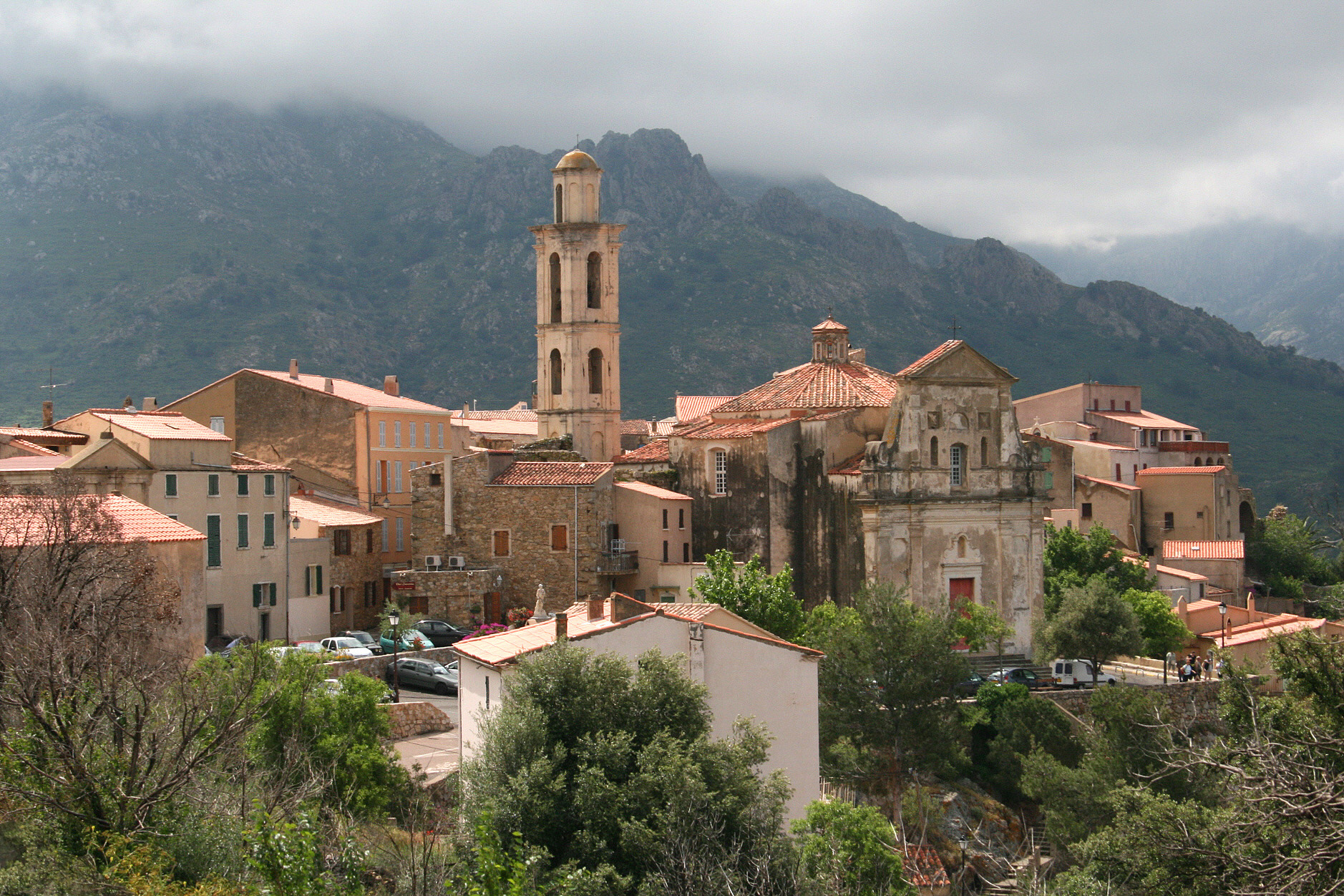

- Datos: Q181150
- Multimedia: Montegrosso / Q181150

1. ↑  Worldpostalcodes.org, código postal n.º 20214.
2. ↑  INSEE, Datos de población para el año 2012 de Montegrosso (en francés).